# هيكتور زيلادا
هيكتور ميجيل زيلادا (من مواليد 30 أبريل 1957) (بالإسبانية: Héctor Zelada)‏: حارس مرمى كرة قدم أرجنتيني سابق. بدأ حياته المهنية في روزاريو سنترال ولعب في المكسيك ونادي أمريكا. وكان الحارس الثالث لمنتخب الأرجنتين الذي فاز بكأس العالم لكرة القدم 1986.

## وصلات خارجية
- هيكتور زيلادا على موقع الاتحاد الدولي (مؤرشف)  (الإنجليزية)
- هيكتور زيلادا على موقع قاعدة بيانات كرة القدم.إي يو (الإنجليزية)
- هيكتور زيلادا على موقع Soccerway.com (الإنجليزية)
- Realidad Americanista article